# Alessandro Salvio
Alessandro Salvio (c. 1570 – c. 1640) fou un jugador d'escacs italià, que hom considera com el Campió del món oficiós al voltant de l'any 1600. Pertanyia a una família rica napolitana, cosa que li va permetre estudiar i aconseguir el títol de doctor. El seu germà Carlo, era un bon poeta que li va dedicar alguns versos.
|  |

## Carrera escaquística
El 1595 va jugar contra un ancià Paolo Boi, a qui va vèncer. Va freqüentar l'acadèmia d'escacs napolitana a casa de Constanzo Carafa, on hi va fer diverses exhibicions de partides a la cega. Gràcies a aquestes proeses va entrar al servei del comte de Benavente, el marquès de Corleto, el comte Francisco de Castro, el comte de Lemos, i fins i tot del papa de Roma. El 1604 va dedicar a Fluci de Constança, marquès de Corleto, un llibre titulat Trattato dell'Inventione et Arte Liberale del Gioco Degli Scacchi, que fou publicat a Nàpols el 1604. També va escriure, el 1612 La Saccaide, una curiosa tragèdia en vers, i també Il Puttino publicat el 1634. D'acord amb la traducció de JH Saratt, Il Puttino fou publicat per primer cop el 1604, i reimprès el 1634.
Rep el seu nom una de les línies del gambit de rei, coneguda com a gambit Salvio.
1.e4 e5 2.f4 exf4 3.Cf3 g5 4.Ac4 g4 5.Ce5 Dh4+ 6.Rf1
Va ser un gran coneixedor i divulgador de la teoria dels escacs, i també de moltes obertures, que va aprendre estudiant les partides dels seus predecessors. Els seus llibres van ser molt populars fins a finals del segle xviii.